# Amber Clayton
Amber Clayton (* 12. Dezember 1978 in Melbourne, Victoria) ist eine australische Schauspielerin, die ihren eigentlichen Durchbruch erst im Jahre 2009 mit einer Hauptrolle in der US-Serie Three Rivers Medical Center hatte.

## Leben und Karriere
Die im Jahre 1978 in Melbourne, der zweitgrößten Stadt Australiens geborene, und in South Yarra ansässige Clayton begann ihre Karriere als Schauspielerin erst verhältnismäßig spät. Davor arbeitete sie unter anderem als Psychologin und war dabei drei Jahre lang in der Psychohygiene tätig, ehe sie sich 2005 dazu entschied das Lee Strasberg Theatre and Film Institute in New York City zu besuchen. Nach einigen Werbespots, einem Low-Budget-Film und einem Gastauftritt im Channel-Ten-Drama Rush wurde sie schließlich in der Rolle der Dr. Lisa Reed in die nur kurzlebige US-Krankenhaus-Serie Three Rivers Medical Center gecastet. In dieser Rolle war sie schlussendlich in beinahe allen produzierten Episoden der Serie zu sehen. Bereits 2003 war sie in einer der Hauptrollen im mehrfach ausgezeichneten australischen Horror-Thriller Max: A Cautionary Tale zu sehen. Mit den Erfolgen in Three Rivers Medical Center kamen auch weitere Angebote und Engagements für Clayton. So spielte sie 2009 unter anderem auch in einer Episode von John Safran’s Race Relations mit und hatte 2011 einen Gastauftritt in der US-Erfolgsserie CSI: Miami. Darüber hinaus war Amber Clayton von etwa 2010 bis 2011 in einer Beziehung mit dem männlichen Hauptdarsteller von Three Rivers, dem Australier Alex O’Loughlin. Für 2012 stehen gleich drei Filme, in denen Amber Clayton mitwirkte, zur Veröffentlichung an. Neben dem Kurzfilm Blackwood stehen auch der australische Sci-Fi-/Actionfilm Crawlspace sowie die ebenfalls australische Komödie Border Protection Squad zur Veröffentlichung bereit. Weitere Produktionen der Hobbymusikerin (Jazz, Gitarre und Saxophon) und Songwriterin stehen noch an (Fatal Honeymoon); Theaterauftritte konnte Clayton bisher unter anderem in den Stücken Butterflies are Free, This is Our Youth, Spike Heels, Stop Kiss, Skirmishes, Crash.com und The Twelfth Night verzeichnen.

## Filmografie (Auswahl)
Filmauftritte (auch Kurzauftritte)
- 2003: Max: A Cautionary Tale
- 2012: Crawlspace – Dunkle Bedrohung (Crawlspace)

Serienauftritte (auch Gast- und Kurzauftritte)
- 2009: Rush (1 Episode)
- 2009–2010: Three Rivers Medical Center (Three Rivers, 12 Episoden)
- 2009: John Safran’s Race Relations (1 Episode)
- 2011: CSI: Miami (1 Episode)